# Torquator Tasso
Torquator Tasso (* 21. April 2017) ist ein ehemaliges deutsches Galopprennpferd, das 2021 den Prix de l’Arc de Triomphe gewann. Torquator Tasso gewann bei 16 Starts sechs Mal, war sieben Mal platziert und gewann insgesamt 4,224 Millionen Euro Preisgeld, was ihn zum gewinnreichsten deutschen Sportpferd aller Zeiten macht.

## Abstammung
Der Fuchshengst wurde von dem Niederländer Paul H. Vandeberg gezogen. Sein Vater ist Adlerflug, seine Mutter Tijuana von Toylsome. Tijuana selbst schaffte in ihrer Rennkarriere nur ein paar Platzierungen, allerdings wird das Pedigree weiter hinten äußerst interessant. Die zweite Mutter Tucana brachte die Gruppe-2-Siegerin Tusked Wings (ebenfalls von Adlerflug). Seine dritte Mutter ist Turbaine, die Mutter des Champion-Deckhengstes Tertullian, und als Tochter der legendären „Blue-Hen“ Allegretta Schwester von Weltklassepferden wie King's Best und Urban Sea, letztere selber Mutter der Weltklasse-Deckhengste Galileo und Sea The Stars.
Adlerflugs zweite Mutter Alya ist selbst eine rechte Schwester der Allegretta. Somit ist Torquator Tasso 4x5 auf die Eltern von Allegretta, Lombard und Anatevka, ingezogen.
Im Oktober 2018 wurde er vor dem Start seiner Rennlaufbahn auf der Jährlings-Auktion der BBAG Mixed Sales 2021 in Baden-Baden für gerade einmal 24.000 € an das Gestüt Auenquelle verkauft. Torquator Tasso wurde über den Zeitraum seiner gesamten Karriere von Marcel Weiß in Mülheim an der Ruhr trainiert.

## Rennkarriere

### 2020 (Dreijährig)
Nach nur zwei Maidenrennen, von denen er eins gewonnen hat, ging er direkt im Deutschen Derby an den Start und erreichte trotz sichtlicher Unreife Platz 2 hinter In Swoop, der später im Jahr ausgezeichneter Zweiter im Prix de l’Arc de Triomphe wurde. Es folgte ein ausgezeichneter dritter Platz im Großen Preis von Baden. Im Oktober dann der Sieg im Großen Preis von Berlin, womit er sich endgültig in der Spitze des Landes etablierte. Der Dreijährige schloss die Saison mit einem zweiten Platz im Großen Preis von Bayern, musste sich der Siegerin nur mit einem Hals geschlagen geben. Für diese Leistungen gewann er die Wahl zum Galopper des Jahres mit einem Stimmanteil von 52,7 Prozent.

### 2021 (Vierjährig)
Nach einem sechsten Platz zum Jahreseinstand fand er mit einem überlegenen Sieg im Großen Hansa-Preis während der Derbywoche wieder zu alter Form zurück. Im Großen Preis von Berlin musste er nach ungünstigem Rennverlauf nur die großartige Alpinista vor sich dulden. Dann folgte ein leichter Sieg im Großen Preis von Baden gegen den amtierenden Derbysieger Sisfahan. Bei seinem anschließenden Sieg im 100. Prix de l’Arc de Triomphe 2021 in Paris, einem der prestigeträchtigsten Rennen für Galopprennpferde weltweit, wurde er von Rene Piechulek geritten. Aus dem Mittelfeld kommend entwickelte er auf den letzten zweihundert Metern einen atemberaubenden Endspeed und zog noch sicher an den führenden Pferden Tarnawa und Hurricane Lane vorbei. Vor den Rennen galt er als Außenseiter mit einer Wettquote von 690:10. Er war nach Star Appeal 1975 und Danedream 2011 erst das dritte in Deutschland trainierte Pferd, dem das gelang. Hinzu kommt noch Waldgeist 2019, der bei seinem Sieg in deutschem Besitz stand und einer der erfolgreichsten Englischen Vollblüter aus der berühmten W-Linie aus deutscher Zucht ist. Anschließend wurde er wenig überraschend erneut zum Galopper des Jahres gewählt.

### 2022 (Fünfjährig)
Erneut langte es zum Jahreseinstand nur zu einem sechsten Platz, ehe er seinen Vorjahressieg im Großen-Hansa-Preis wiederholte. Anschließend reiste man mit ihm nach Ascot, wo man in den King George VI and Queen Elizabeth Stakes das berühmte „Arc-/King George“-Doppel schaffen wollte. Auf unpassendem festen Boden gelang ihm ein sehr guter zweiter Platz, knapp drei Längen hinter dem Sieger Pyledriver. Sein letzter Karrierestart stand schon vorher fest: der Prix de l’Arc de Triomphe. Schon mit der ungünstigen Startbox 18 aus zwanzig Startern standen die Karten gegen ihn, und während des Rennens reiste Torquator Tasso im Hinterfeld an der Außenseite. Auf den letzten 400 Metern zeigte er erneut seinen enormen Endspeed, machte Meter für Meter auf die führenden Alpinista und Vadeni gut, kam aber nicht mehr ganz an sie heran und musste sich mit einer halben Länge und einen Hals zurück als Dritter geschlagen geben. Mit dieser enormen Leistung zeigte er seinen Zweiflern, dass der letztjährige Sieg in diesem prestigeträchtigen Rennen keine Eintagsfliege war.
In seinen drei Rennzeiten zeigte Torquator Tasso konstant hervorragende Leistungen, gewann von seinen 16 Starts insgesamt drei Rennen auf Gruppe-1-Parkett und war bei allen seinen weiteren Starts in Gruppe-1-Rennen platziert. Er besiegte zahlreiche internationale und nationale Klasse-Pferde, darunter die klassischen Sieger Adayar, Hurricane Lane, Snowfall, Westover, den Globetrotter Mishriff und Sisfahan sowie die Gruppe-1-Sieger Tarnawa, Sealiway, Alenquer, Broome, Mendocino, Grand Glory, Luxembourg, Onesto, Titleholder, Mare Australis und Emily Upjohn.
Besondere Markenzeichen von ihm waren sein berüchtigter Endspeed und seine Galoppade, bei der er immer den Kopf hochhielt, was bei Rennpferden normalerweise unüblich ist, bevor er letztendlich seine Höchstgeschwindigkeit abrief.

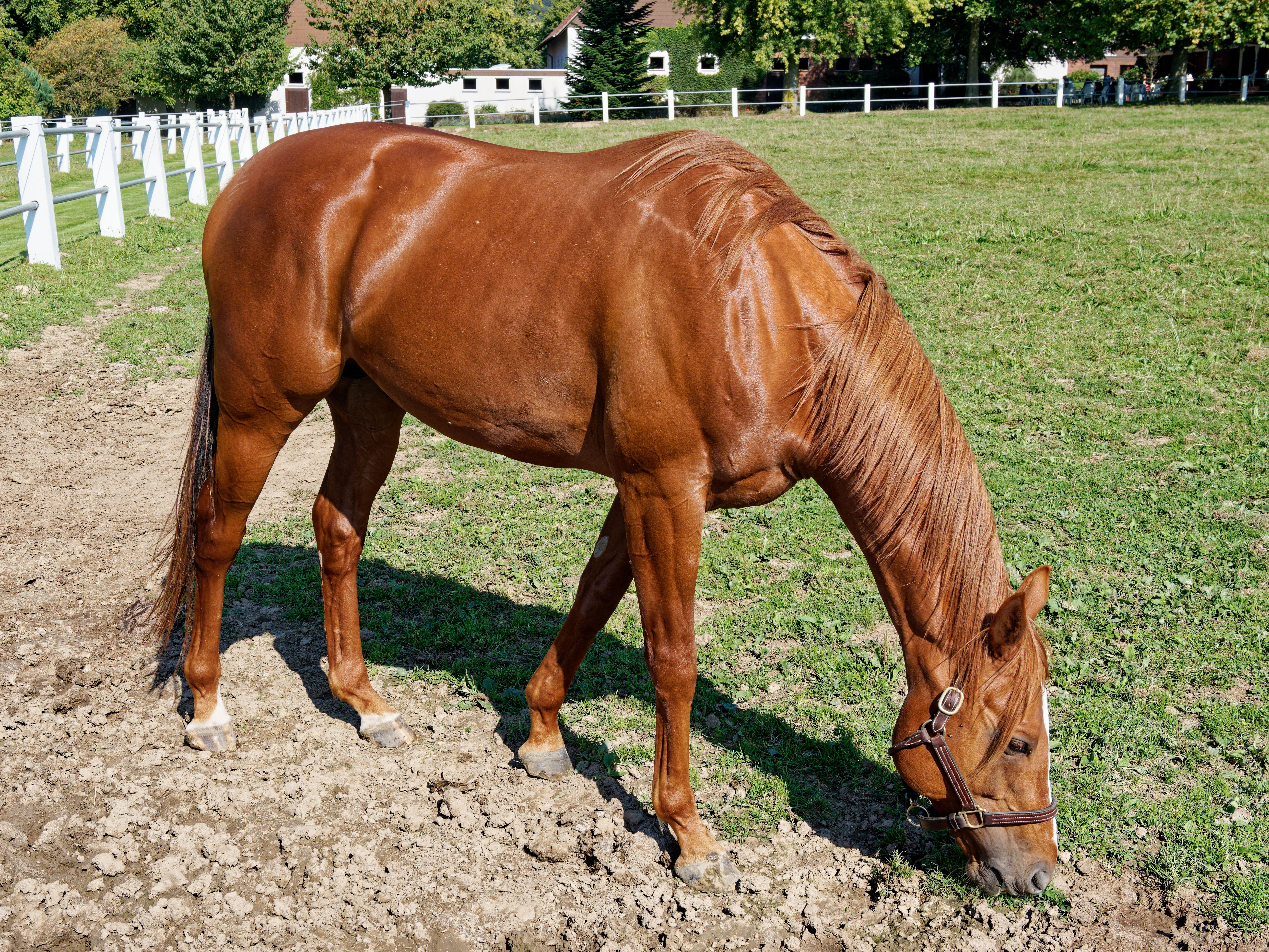
Torquator Tasso 2024 als Deckhengst auf dem Gestüt Auenquelle

## Deckhengstkarriere
Torquator Tasso wurde für das Jahr 2023 im Gestüt Auenquelle seiner Besitzer zu einer Decktaxe von 20.000 Euro aufgestellt. Bereits im ersten Jahr erhielt er großen Zuspruch von nationalen und internationalen Züchtern und deckte 2023 und 2024 über 80 Stuten mit hoher Fruchtbarkeitsquote.

## Pedigree
| Adlerflug (GER) 2004 | In the Wings (GB) 1986 | Sadler's Wells (USA) | Northern Dancer (CAN)  |
| Adlerflug (GER) 2004 | In the Wings (GB) 1986 | Sadler's Wells (USA) | Fairy Bridge           |
| Adlerflug (GER) 2004 | In the Wings (GB) 1986 | High Hawk (IRE)      | Shirley Heights (GB)   |
| Adlerflug (GER) 2004 | In the Wings (GB) 1986 | High Hawk (IRE)      | Sunbittern (GB)        |
| Adlerflug (GER) 2004 | Aiyana (GER) 1993      | Last Tycoon (IRE)    | Try My Best (USA)      |
| Adlerflug (GER) 2004 | Aiyana (GER) 1993      | Last Tycoon (IRE)    | Mill Princess          |
| Adlerflug (GER) 2004 | Aiyana (GER) 1993      | Alya (GER)           | Lombard (GER)          |
| Adlerflug (GER) 2004 | Aiyana (GER) 1993      | Alya (GER)           | Anatevka (GER)         |
| Tijuana (GER) 2011   | Toylsome (GB) 1999     | Cadeaux Genereux     | Young Generation (IRE) |
| Tijuana (GER) 2011   | Toylsome (GB) 1999     | Cadeaux Genereux     | Smarten Up             |
| Tijuana (GER) 2011   | Toylsome (GB) 1999     | Treasure Trove (USA) | The Minstrel (CAN)     |
| Tijuana (GER) 2011   | Toylsome (GB) 1999     | Treasure Trove (USA) | River Jig              |
| Tijuana (GER) 2011   | Tucana (GER) 1999      | Acatenango (GER)     | Surumu (GER)           |
| Tijuana (GER) 2011   | Tucana (GER) 1999      | Acatenango (GER)     | Aggravate (GB)         |
| Tijuana (GER) 2011   | Tucana (GER) 1999      | Turbaine (USA)       | Trempolino             |
| Tijuana (GER) 2011   | Tucana (GER) 1999      | Turbaine (USA)       | Allegretta (GB)        |
| Quelle:              |                        |                      |                        |